# Клод Нугаро
Клод Нугаро̀ (на френски: Claude Nougaro, [klod nuɡaʁ'o]) е френски певец и автор на песни.
Роден е на 9 септември 1929 година в Тулуза в семейството на оперния певец Пиер Нугаро. През 1947 година започва работа като журналист, а вечер рецитира свои стихове в кабарета на Монмартър. Малко по-късно и пише песни за различни изпълнители като в началото на 60-те години започва сам да изпълнява песните си, което му донася широка известност. В началото на 90-те г., след спад в кариерата, той заминава да работи в Ню Йорк и записва няколко албума, които имат добър успех.
Клод Нугаро умира от рак на панкреаса на 4 март 2004 година в Париж.
 В родния му град, който той е възпял в една от най-прочутите си песни, поставят статуя и дават името му на близка метростанция. В Париж, в квартала, където е живял, обществена гардинка носи името „Клод Нугаро“.